# Bonnie Raitt (musikalbum)
Bonnie Raitt är Bonnie Raitts självbetitlade debutalbum, lanserat i november 1971 på Warner Bros. Records. Det spelades in i augusti samma år. De flesta låtarna är covers, bland annat på låtar av Stephen Stills och The Marvelettes, spelade i bluesstil. Två låtar är skrivna av Raitt själv. Albumet fick bra kritik, men sålde inte särskilt bra och nådde inte placering på Billboard 200-listan.

## Låtlista
(kompositör inom parentes)
1. "Bluebird" (Stephen Stills) – 3:29
2. "Mighty Tight Woman" (Sippie Wallace) – 4:20
3. "Thank You" (Raitt) – 2:50
4. "Finest Lovin' Man" (Raitt) – 4:42
5. "Any Day Woman" (Paul Siebel) – 2:23
6. "Big Road" (Tommy Johnson) – 3:31
7. "Walking Blues" (Robert Johnson) – 2:40
8. "Danger Heartbreak Dead Ahead" (Ivy Hunter, Clarence Paul, William "Mickey" Stevenson) – 2:53
9. "Since I Fell for You" (Buddy Johnson) – 3:06
10. "I Ain't Blue" (John Koerner, Willie Murphy) – 3:36
11. "Women Be Wise" (Sippie Wallace) – 4:09